# Reciprocitet (sociologi)
 For alternative betydninger, se Reciprocitet. (Se også artikler, som begynder med Reciprocitet)
Reciprocitet betyder gensidighed. Reciprocitet findes i mange sociale sammenhænge, hvor det er vigtigt at der fastholdes en balance eller lighed mellem parterne. Dette gælder typisk når man giver gaver.
Gives gaver mellem ligemænd, lægger parterne ofte vægt på at de er på samme niveau og at der ikke – tidsmæssigt – er for stor afstand mellem dem. Tilsvarende når venner eller kammerater uformelt holder – et ofte skarpt – øje med om de enkelte venner eller kammerater giver det rigtige antal omgange og hvornår de gør det.
På det diplomatiske plan har reciprocitet stor betydning. Det er almindelig sædvane at to parter møder med passende repræsentanter, en statsminister kan matche en premierminister, en udenrigsminister en anden udenrigsminister osv.
En særlig form for reciprocitet findes i den private hævn og i den offentlige (især statslige) straf i medfør af en dom.